# 拉莱
拉莱（法語：Lalley，法語發音：[lalɛ]）是法国伊泽尔省的一个市镇，属于格勒诺布尔区。

## 地理
拉莱（44°45'28"N, 5°40'34"E）面积23.65 平方千米，位于法国奥弗涅-罗讷-阿尔卑斯大区伊泽尔省，该省份为法国东南部内陆省份，北起顺时针与安省、萨瓦省、上阿尔卑斯省、德龙省、阿尔代什省、卢瓦尔省和罗讷省。
与拉莱接壤的市镇（或旧市镇、城区）包括：特列沃地区圣莫里斯、特雷米尼、格朗达日、吕拉-克鲁瓦奥特、普雷布瓦。

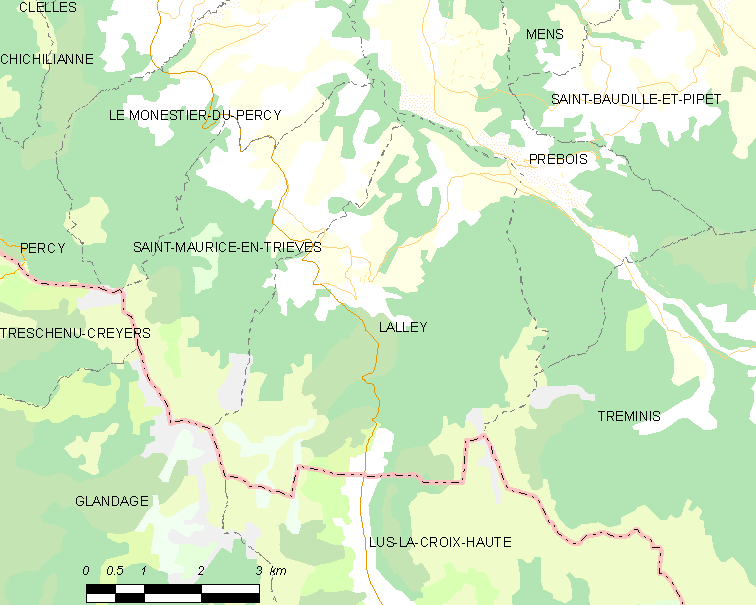
拉莱的OSM定位图

拉莱的时区为UTC+01:00、UTC+02:00（夏令时）。

## 行政
拉莱的邮政编码为38930，INSEE市镇编码为38204。

## 政治
拉莱所属的省级选区为马泰西讷-特列沃县。

## 人口

1962-2008年间拉莱人口变化图示

拉莱于2022年1月1日时的人口数量为183人。